# Fudzsisima Nobuo
Fudzsisima Nobuo (Akita, 1950. április 8. –) japán válogatott labdarúgó.

## Nemzeti válogatott
A japán válogatottban 65 mérkőzést játszott, melyeken 7 gólt szerzett.

## Statisztika
| Japán válogatott | Japán válogatott | Japán válogatott |
| Időszak          | Mérk.            | gól              |
| ---------------- | ---------------- | ---------------- |
| 1971             | 1                | 0                |
| 1972             | 6                | 0                |
| 1973             | 4                | 0                |
| 1974             | 6                | 0                |
| 1975             | 12               | 3                |
| 1976             | 16               | 3                |
| 1977             | 5                | 0                |
| 1978             | 12               | 1                |
| 1979             | 3                | 0                |
| Összesen         | 65               | 7                |